# Parafia Matki Bożej Królowej Świata w Sokołowsku
Parafia Matki Bożej Królowej Świata w Sokołowsku – rzymskokatolicka parafia znajdująca się w dekanacie głuszyckim w diecezji świdnickiej. Parafia została erygowana 29 czerwca 1997 r. przez bp. Tadeusza Rybaka dekretem nr 1395/97. 
Jej proboszczem był ks. Jacek Czechowski. Od 2023 administratorem parafii jest ks. Kamil Raczycki. 

## Miejscowości należące do parafii
Źródło: 
- Sokołowsko
- Kowalowa
- Unisław Śląski

## Proboszczowie
- ks. Janusz Wierzbicki (1994–2019)
- ks. Jacek Czechowski (od 2019)